# Tormenta tropical Lidia (2017)
La tormenta tropical Lidia fue la tormenta más poderosa del mundo de la temporada de huracanes del Pacífico de 2017. Actualmente, se ha formado la tormenta tropical "Lidia" a partir de la depresión tropical Catorce-E en el océano Pacífico, ocasiono lluvias, vientos fuertes y oleaje elevado sobre el occidente del país y Baja California Sur. 
Los datos contenidos en el presente documento, se determinaron con base en la información de modelos numéricos de fenómenos hidrometeorológicos con los que cuenta la Comisión Nacional del Agua, por lo que al ser los mismos variables, no es posible determinar con exactitud su ocurrencia y magnitud. Las medidas para la prevención y mitigación de sus efectos son emitidas por las autoridades de protección civil.
El índice de actual, de Energía Ciclónica Acumulada (ECA) para la tormenta tropical Lidia, en total es de 0.10 unidades.

## Historia meteorológica

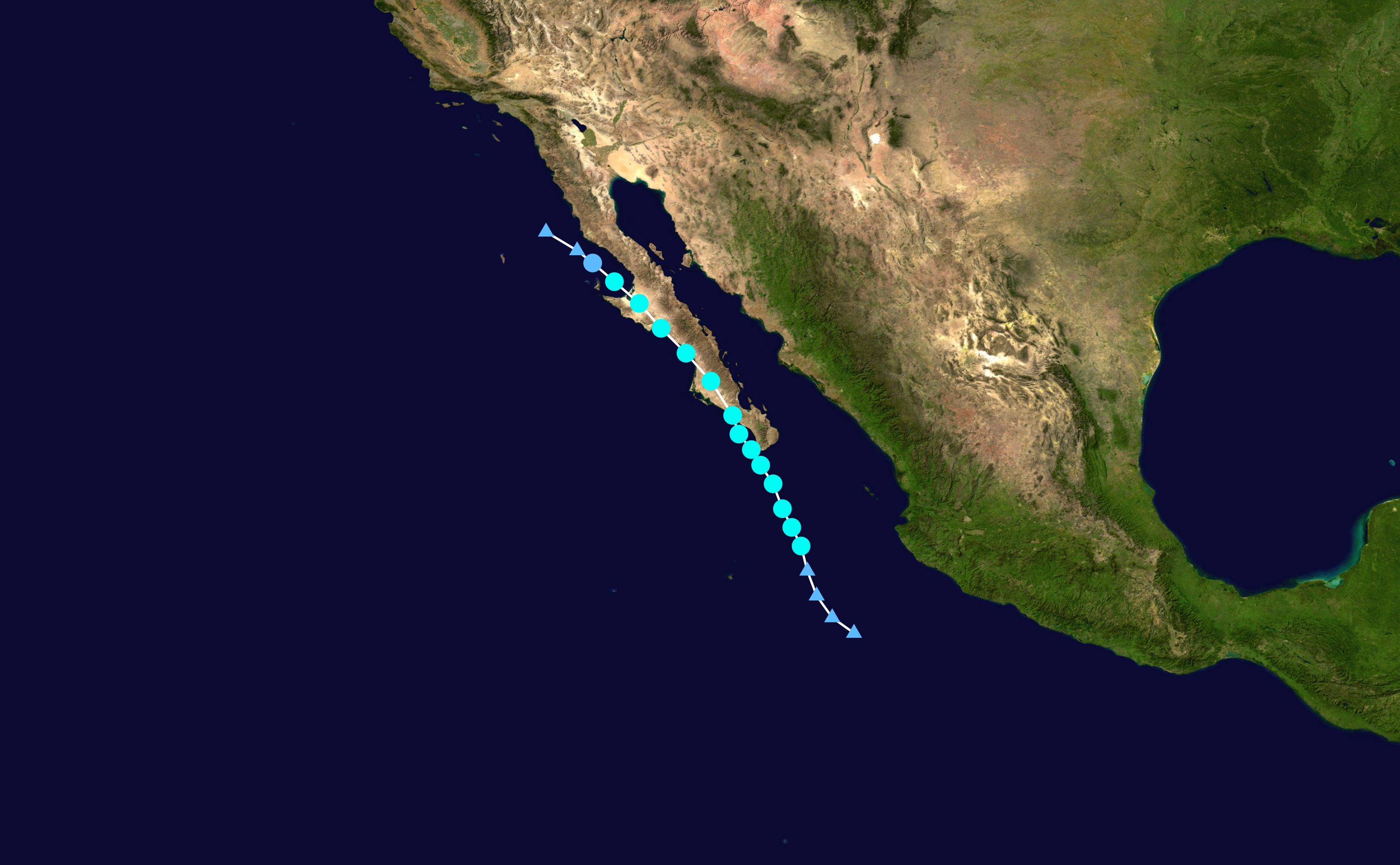
Mapa de la trayectoria de la tormenta tropical Lidia de la temporada de huracanes del Pacífico de 2017. Los puntos muestran la ubicación de la tormenta en intervalos de 6 horas.

El 29 de agosto, el Centro Nacional de Huracanes (CNH) pronosticó que se formó la potencia de ciclón tropical Catorce-E y es el primer ciclón tropical que ha formado por una potencia de ciclón tropical y esto debido por una cizalladura de los vientos. Al día siguiente del 30 de agosto, por las temperaturas cálidas del superficie del mar, la potencia de ciclón tropical se formó como la tormenta tropical que lleva el nombre de Lidia. Ahora se desplaza hacia el norte de la península de Baja California.

## Preparaciones
El 30 de agosto, las preparaciones alertaron en los municipios del estado de Baja California Sur por la llegada de la tormenta Lidia.

### Impacto

#### Baja California Sur
Al menos 14 personas murieron debido a las inundaciones provocadas por las lluvias.